# Edvard Hvidt
Eduard (Edvard) Julius Hvidt (født 8. august 1806 i København, død 7. februar 1882 sammesteds) var en dansk erhvervs- og forsikringsmand med speciale i søforsikring og søfart. Han er desuden kendt som Charlotte Oehlenschlägers første forlovede.

## Ungdom og forlovelse
Hvidt var søn af den berømte erhvervsmand, etatsråd L. N. Hvidt, og Wilhelmine Therese f. Lorck. Hans far, som havde arvet familiens store forretning, var en velhavende københavnsk grosserer, som imidlertid gik fallit som følge af Englandskrigene fra 1807 til 1814, men som siden blev en af landets største skibsreddere og skulle bestride en række af samfundets vigtigste poster. Hvidt tilhørte således et af byens bedste huse og omgikkes flere af Guldalderens kendte skikkelser. Han blev student fra Borgerdydskolen i 1825 og læste derpå jura. Som ung student var han en hyppig gæst i Bakkehuset hos Kamma Rahbek, som kaldte ham "Kronprinsen". Han udvekslede flere breve med Rahbek og blev indviet i hendes inderkreds, således at han omkring 1827 blev forlovet med Adam Oehlenschlägers ældste, og særdeles omsværmede datter, Charlotte. 
Hvidt følte sig imidlertid fremmed i det romantiske kunstnermiljø, og Charlotte afbrød forlovelsen i 1831 under et ferieophold hos forlagsboghandleren Heinrich Brockhaus i Leipzig. I samme forbindelse skrev hendes far til Ludwig Tieck: Min datters Forlovelse med den unge Hvidt er opløst. De unge Folk passede heller ikke for hinanden. Hvidt er et bravt Menneske, har ogsaa lært noget, er flittig og ordentlig, men er heltigennem prosaisk. Han holder ikke af Spøg, ikke af Begejstring, ikke af Musik, i sit to og tyvende Aar er han allerede som Brudgom vranten og knotten som en gammel Ægtemand.
Både Adam Oehlenschläger og Hvidts far anså forlovelsens brud som lykkeligt, men Charlotte fortrød og skriver fortvivlet til en fælles bekendt A. E. Boye: Jeg har [...] skrevet til Hvidt og sagt ham, hvor bedrøvet jeg er, og hvor ubeskrivelig jeg ønskede, at det skulde blive ved det Gamle; jeg har intet Svar faaet derpaa, og jeg nægter Dem ikke, jeg har den Troe, at det er hans Fader, som holder ham tilbage [...] hans Fader er vist saa lykkelig over at være mig qvit, saa han aldrig giver sit Samtykke til en Gienforening. Historien var en større skandale i København og et ivrigt samtaleemne, som imidlertid hurtigt blev glemt, da Charlotte forelskede sig og under modstand fra sin far giftede sig med skuespiller Ludvig Phister.

## De private Assurandører
I 1830 blev Hvidt juridisk kandidat, men valgte i stedet at blive assurancemægler. Han antoges følgende år af søforsikringsselskabet De private Assurandører, som hans far på forskellig måde havde tilknytning til, som medforretningsfører ved siden af den daværende forretningsfører J. F. Wessely. Først skulle Hvidt dog tage assurancemæglereksamen, og først da denne betingelse i 1832 var opfyldt, dannedes mæglerfirmaet Wessely & Hvidt, der fra 1833 overtog forretningsførelsen for De private Assurandører. Efter at Wessely var udtrådt af mæglerfirmaet 1834 var Hvidt i længere tid forretningsfører alene. I 1858 optoges J. C. Friedenreich og efter hans afgang i 1868 Hvidts søn L. N. Hvidt som medindehaver af det forretningsførende firma. I 1874 blev Hvidt formand for selskabets bestyrelse og fratrådte samtidig stillingen som forretningsfører, der overtoges af sønnen. I sin virksomhed for selskabet indlagde Hvidt sig betydelig fortjeneste af den danske skibsfart. Han indførte i 1830'erne det kort forinden i Paris oprettede Bureau Veritas' metoder til vurdering og klassifikation af skibe, ligesom han også senere tog initiativet til forbedringer i fremgangsmåderne ved skibes besigtigelse og vurdering.

## Erhvervsmanden
Hvidt var tillige en betydningsfuld erhvervsmand, som ved siden af sin forretningsvirksomhed beklædte flere offentlige hverv. Som bestyrelsesmedlem for Privatbanken indtrådte han i C. F. Tietgens inderkreds og var medstifter af De Danske Sukkerfabrikker. Derudover var han bl.a. medlem af bestyrelserne for Sparekassen for Kjøbenhavn og Omegn og Nye Danske Brandforsikringsselskab og af overbestyrelsen for opdragelsesanstalten på Flakkebjerg. Fra 1861 til 1868 var han medlem af Sø- og Handelsretten, og fra 1865 til 1867 var han mexikansk konsul. Han var desuden særdeles velgørende, stiftede legater og lod i 1870 kapellet ved Vedbæk Kirke opføre. I 1859 blev han udnævnt til Ridder af Dannebrog, i 1870 til Dannebrogsmand, og endelig i 1882 modtog han Kommandørkorset.

## Familie
Hvidt giftede sig i 1832 Elise Johanne Charlotte f. Schiffert, datter godsejer i Königsberg, gehejmekommerceråd Michael Benjamin Schiffert. Deres søn, grosserer L. N. Hvidt, indtrådte siden i De private Assurandører som forretningsfører.
Edvard Hvidt er begravet på Assistens Kirkegård.